# Emerson Fittipaldi
Emerson Fittipaldi, född 12 december 1946 i São Paulo, är en brasiliansk racerförare. Han är farbror till racerföraren Christian Fittipaldi. Han har också ett barnbarn, Pietro Fittipaldi, som är racerförare.

## Racingkarriär
Fittipaldi blev världsmästare i formel 1 två gånger, 1972 och 1974, och tvåa två gånger, 1973 och 1975. Han startade ett eget formel 1-stall 1975,  Fittipaldi, i vilket han själv tävlade fram till 1980. Han tävlade senare i PPG Indycar world series (Champ Car) och blev där mästare 1989. Han vann även Indianapolis 500 1989 för Patrick Racing och 1993 för Team Penske.
Fittipaldi blev för sina insatser invald i International Motorsports Hall of Fame 2003.

## Champ Car-segrar

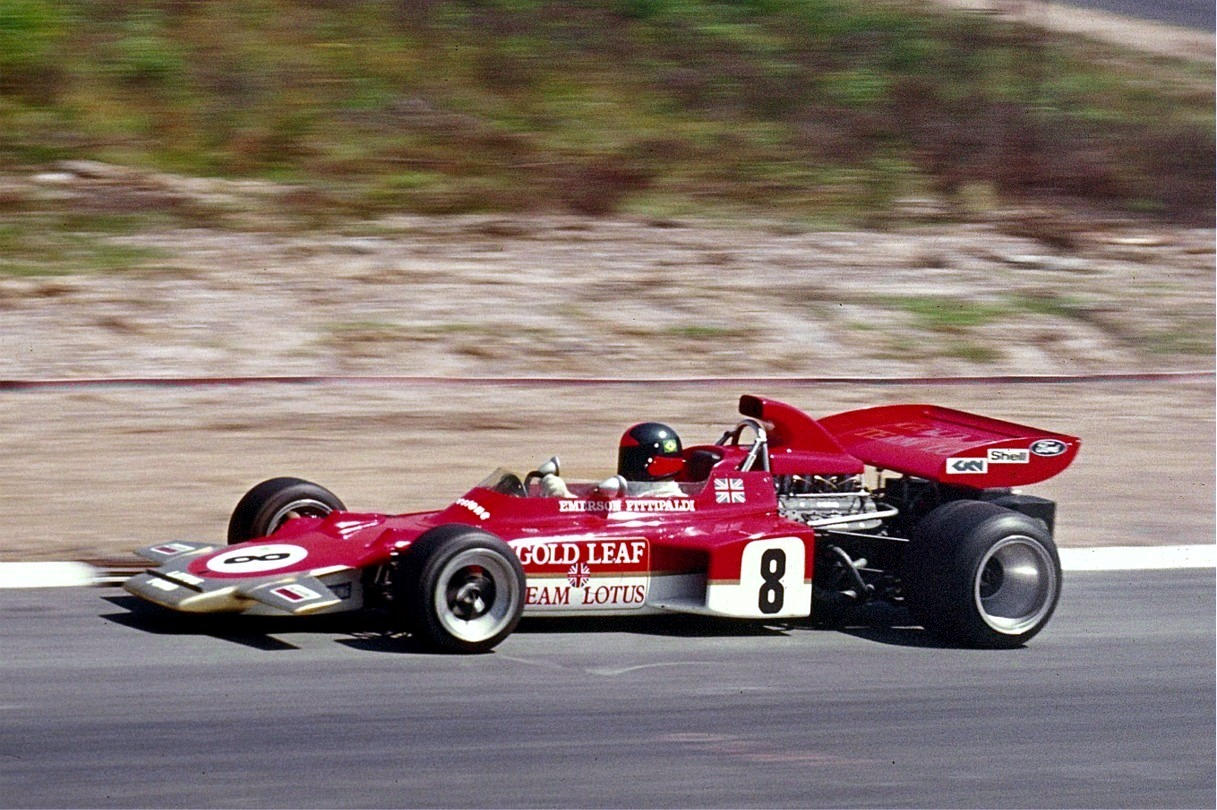
Emerson Fittipaldi i Lotus 72 i.

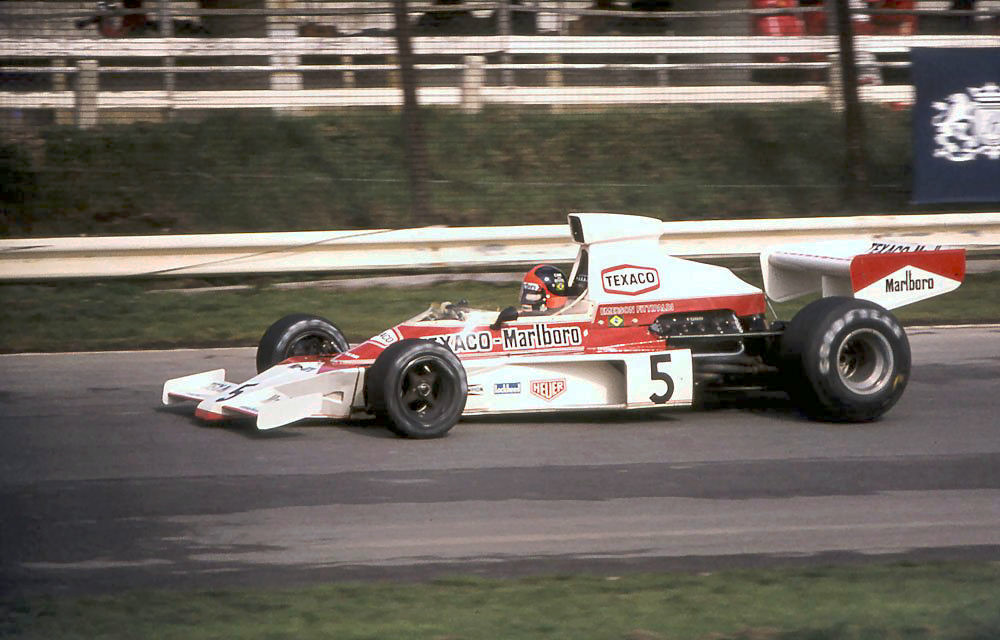
Emerson Fittipaldi i en McLaren M23 i.

## F1-karriär
| Säsong                 | Stall/Tillverkare                                    | Placering              | Lopp | Poäng | Etta | Tvåa | Trea | Pole | Varv |
| ---------------------- | ---------------------------------------------------- | ---------------------- | ---- | ----- | ---- | ---- | ---- | ---- | ---- |
| 1970                   | Lotus-Ford                                           | 10                     | 6    | 12    | 1    |      |      |      |      |
| 1971                   | Lotus-Ford World Wide Racing (Lotus-Pratt & Whitney) | 6                      | 9 1  | 16    |      | 1    | 2    |      |      |
| 1972                   | Lotus-Ford World Wide Racing (Lotus-Ford)            | 1                      | 11 1 | 52 9  | 4 1  | 2    | 1    | 3    |      |
| 1973                   | Lotus-Ford                                           | 2                      | 15   | 55    | 3    | 3    | 2    | 1    | 5    |
| 1974                   | McLaren-Ford                                         | 1                      | 15   | 55    | 3    | 2    | 2    | 2    |      |
| 1975                   | McLaren-Ford                                         | 2                      | 14   | 45    | 2    | 4    |      |      | 1    |
| 1976                   | Fittipaldi-Ford                                      | 17                     | 16   | 3     |      |      |      |      |      |
| 1977                   | Fittipaldi-Ford                                      | 12                     | 16   | 11    |      |      |      |      |      |
| 1978                   | Fittipaldi-Ford                                      | 9                      | 16   | 17    |      | 1    |      |      |      |
| 1979                   | Fittipaldi-Ford                                      | 21                     | 15   | 1     |      |      |      |      |      |
| 1980                   | Fittipaldi-Ford                                      | 15                     | 14   | 5     |      |      | 1    |      |      |
| Sammanlagt 11 säsonger | Sammanlagt 11 säsonger                               | Sammanlagt 11 säsonger | 149  | 281   | 14   | 13   | 8    | 6    | 6    |

| 1. USA 1970 2. Spanien 1972 3. Belgien 1972 4. Storbritannien 1972 5. Österrike 1972 6. Italien 1972 7. Argentina 1973 8. Brasilien 1973 9. Spanien 1973 10. Brasilien 1974 11. Belgien 1974 12. Kanada 1974 13. Argentina 1975 14. Storbritannien 1975 |

| 1. Österrike 1971 2. Sydafrika 1972 3. Frankrike 1972 4. Monaco 1973 5. Italien 1973 6. Kanada 1973 7. Storbritannien 1974 8. Italien 1974 9. Brasilien 1975 10. Monaco 1975 11. Italien 1975 12. USA 1975 13. Brasilien 1978 |

| 1. Frankrike 1971 2. Storbritannien 1971 3. Monaco 1972 4. Sydafrika 1973 5. Belgien 1973 6. Spanien 1974 7. Nederländerna 1974 8. USA West 1980 |

| 1. Monaco 1972 2. Belgien 1972 3. Österrike 1972 4. Österrike 1973 5. Brasilien 1974 6. Kanada 1974 |

| 1. Argentina 1973 2. Brasilien 1973 3. Sydafrika 1973 4. Monaco 1973 5. Kanada 1973 6. USA 1975 |